# Калини
Калини (на украински: Калини) е село в Южна Украйна, Подилски район на Одеска област. Основано е през 1895 година. Населението му е около 8 души.